# Rasamov valj
Rasamov valj je desetstrana prizma, napisana v klinopisu leta 643 pr. n. št. med vladanjem asirskega kralja Asurbanipala. Valj je leta 1854 odkril Hormuzd Rasam  v Severni palači v Ninivah. Valj je zdaj v Britanskem muzeju. 

## Vsebina
Na valju je popoln opis devetih Asurbanipalovih vojnih pohodov. Vsebina je razdeljena na trinajst poglavij:
1. Uvod, ki govori o Asurbanipalovem prihodu na prestol
2. Prva egipčanska vojna s Taharko
3. Druga egipčanska vojna s Tantamanijem
4. Osvojitev Tira in smrt tirksega kralja Baala
5. Pohod proti Ahseriju, kralju Vana
6. Pohod proti Teumanu, kralju Elama
7. Vojna s Šamaš-šum-ukinom Babilonskim, Asurbanipalovim bratom
8. Prva vojna z Umanaldasom Elamskim
9. Druga vojna z Umanaldasom Elamskim
10. Pohod proti Uatiju, kralju Arabije
11. Aretacija elamskega kralja  Umanaldasa
12. Delegacija araratskega kralja Istar-durije
13. Obnova Sanheribove palače  v Ninivah, zaključek in datum zapisa

— Vsebina Rasamovega valja

## Izvlečki
Opis enega od zmagovitih pohodov v Egipt:
Na svojem  prvem pohodu sem šel proti Maganu, Melhuhi, Taharki,  egipčanskemu in etiopskemu kralju, ki ga je Asarhadon, kralj Asirije, oče, ki me je rodil, premagal in čigar zemljo je prenesel pod svojo oblast. Ta isti Taharka je pozabil na mogočnega Ašurja, Ištar in druge velike bogove, moje gospodarje, in zaupal vero svoji moči.  Obrnil se je proti kraljem in regentom, ki jih je moj oče postavil v Egiptu. Vstopil je in se nastanil v Memfisu, mestu, ki ga je moj oče osvojil in vključil v asirsko ozemlje.
— Rasamov valj (izvleček)
Nekaj Asurbanipalovih pohodov je upodobljenih na reliefih iz  Niniv.
Napise je v celoti prevedel ameriški asirolog  Daniel David Luckenbill (1881-1927). Celoten prepis klinopisa je na razpolago na CDLI.
- Prepis klinopisa v prvi koloni[10]
- Luckenbillov prevod klinopiisa v prvi koloni: Uvod v prvi pohod proti Egiptu[11]
- Asurbanipalova prva egipčanska vojna; dobesedni prevod asirologa Georgea Smitha[12]

## Pomembne besede
- Mu-ṣur -  Egipt
- Ku-u2-si - Kraljestvo Kuš
- Sha-ba-ku-u - kušitski faraon Šabaka
- Tar-qu-u2 - kušitski faraon Taharka
- Tar-qu-u - alternativni zapis imena faraona Taharke
- Urdamanee - kušitski faraon Tantamani
- The word An-shar-pap-ash - novoasirski vladar Asarhadon
- An-shar-du-a - novoasirski vladar Asurbanipal
- The word Aššur KI - mesto Ašur, Asirija
- mat Aššur KI - mesto Ašur
- An-shar - vrhovni bog Anšar
- Država Meluhha (𒈨𒈛𒄩𒆠}, morda Meroe